# Mark Rydell
Mark Rydell (ur. 23 marca 1929 w Nowym Jorku) – amerykański reżyser, aktor i producent filmowy. Nominowany do Oscara i Złotego Globu za reżyserię filmu Nad złotym stawem (1981).

## Filmografia
Reżyser:
- Lis (1967)
- Koniokrady (1969)
- Kowboje (1972)
- Przepustka dla marynarza (1973)
- Harry i Walter jadą do Nowego Jorku (1976)
- Róża (1979)
- Nad złotym stawem (1981)
- Rzeka (1984)
- Dla naszych chłopców (1991)
- Na rozstaju (1994)
- Zbrodnia stulecia (1996)
- James Dean – buntownik? (2001)
- Władza pieniądza (2006)

## Aktor
- Crime in the Streets (1956) jako Lou Macklin
- Długie pożegnanie (1973) jako Marty Augustine
- Puenta (1988) jako Romeo
- Hawana (1990) jako Meyer Lansky
- James Dean – buntownik? (2001) jako Jack Warner
- Koniec z Hollywood (2002) jako Al Hack
- Władza pieniądza (2006) jako Ivan